# Passion du Christ (Clermont)

La Passion du Christ ou Passion de Clermont est un poème, anonyme racontant la Passion de Jésus de Nazareth et des événements entourant celle-ci, depuis le dimanche des Rameaux jusqu'à la Pentecôte.

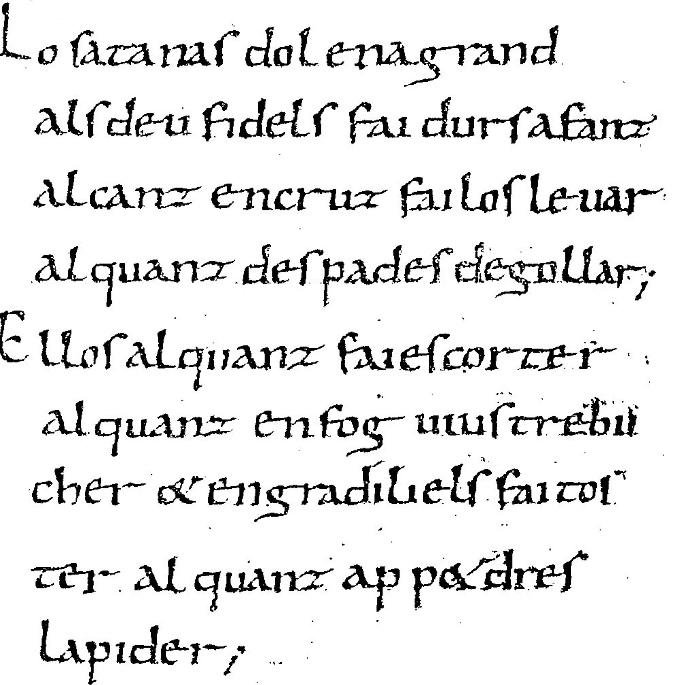
Extrait de la Passion, fin de la seconde colonne du quatrième feuillet, qui raconte les supplices que les disciples de Christ ont endurés.

Il est actuellement considéré comme étant écrit en langue occitane mais dans un parler connaissant d'importants traits de langue d'oïl,.
Il est daté de la seconde moitié du Xe ou début du XIe siècle. Il nous est parvenu par un manuscrit unique conservé à la Bibliothèque du Patrimoine de Clermont Auvergne Métropole.

## Langue
Selon la Bibliothèque nationale de France, c'est de l’ancien occitan. Pour le philologue allemand Friedrich Christian Diez, il s'agit d'un mélange d’ancien occitan et d’ancien français.
D'un point de vue plus précis, il s'agit d'un texte en ancien poitevin, qui était encore un dialecte occitan aux alentours de l'An Mil, moment où débute sa francisation précoce. Il peut également s'agir des dialectes auvergnat ou marchois, qui bien qu'occitans connaissent des traits de francisation par leurs positions géographiques au nord de l'aire linguistique de l'occitan.
Pour l'ARLIMA c’est de l’ancien français, également cité dans l’étymologie des mots français par le Trésor de langue française informatisé, et le Französisches Etymologisches Wörterbuch et parmi les attestations dans le Dictionnaire de l’ancienne langue française.

## Editions
- Passion de N. S. Jésus-Christ et Passion de S. Léger, 1849. Commentaire, transcription et traduction de Jacques-Joseph Champollion-Figeac, Paris, Didot Frères.
- La Passion du Christ, 1873. Commentaire et transcription de Gaston Paris dans Romania, pp. 295-314.
- [BFM 2012] Passion de Jésus-Christ ou Passion de Clermont, édité par D'Arco Silvio Avalle, Milan, R. Ricciardi, 1962, publié par Céline Guillot (dir.) sur la Base de français médiéval, révisé le 14 juin 2012.